# 1978 (álbum de Serrat)
1978 es el nombre del decimocuarto disco LP del cantautor Joan Manuel Serrat editado por la compañía discográfica Ariola en 1978, que da título a la grabación. Con arreglos y dirección musical de Josep Maria Bardagí y grabado en Estudios Sonoland por el ingeniero de sonido José Antonio Álvarez Alija. 
Todos los temas fueron compuestos por Joan Manuel Serrat, a excepción de Historia conocida, poema de José Agustín Goytisolo.

## Canciones que componen el disco
| Pista | Título                             | Autor                                     | Tiempo |
| ----- | ---------------------------------- | ----------------------------------------- | ------ |
| 1     | Ciudadano                          | Joan Manuel Serrat                        | 2:32   |
| 2     | Irene                              | Joan Manuel Serrat                        | 3:39   |
| 3     | Cenicienta de porcelana            | Joan Manuel Serrat                        | 3:09   |
| 4     | A una encina verde                 | Joan Manuel Serrat                        | 4:22   |
| 5     | Qué bonito es Badalona             | Joan Manuel Serrat                        | 2:53   |
| 6     | Por las paredes (mil años hace...) | Joan Manuel Serrat                        | 7:32   |
| 7     | Tordos y caracoles                 | Joan Manuel Serrat                        | 3:40   |
| 8     | Luna de día                        | Joan Manuel Serrat                        | 3:40   |
| 9     | Historia conocida                  | José Agustín Goytisolo Joan Manuel Serrat | 2:27   |